# Madonna delle Grazie (Marco Cardisco)
Madonna delle Grazie è un dipinto a olio e tempera su tavola realizzato da Marco Cardisco nel 1527 e custodito sull'altare maggiore della chiesa di Santa Maria delle Grazie a Massa Lubrense.

## Storia e descrizione
L'opera fu commissionata a Marco Cardisco dal vescovo Pietro de' Marchesi e altre personalità della curia della diocesi di Massa Lubrense il 28 aprile 1527, come risulta da un rogito del notaio Andrea Cerlone: questa era già destinata all'altare maggiore. In origine si trattava di un polittico: oltre alla figura centrale della Madonna delle Grazie, a destra era posto San Giovanni apostolo, a sinistra San Sebastiano, nella parte alta, al centro, la Resurrezione, a destra l'Arcangelo Gabriele e a sinistra la Madonna annunciata, mentre nella predella i dodici Apostoli. La descrizione proviene dal registro delle sante visite del vescovo Giambattista Nepita. Da alcuni documenti risulta che il polittico fosse ancora integro nel 1702: probabilmente venne smembrato durante l'episcopato del vescovo Giuseppe Bellotti, nell'ultima metà del XVIII secolo, conservando soltanto la parte centrale raffigurante la Madonna delle Grazie, già oggetto di venerazione da parte della popolazione locale e lasciata sull'altare maggiore. L'opera venne restaurata nel 1940, alterandone l'aspetto originario: le ridipinture furono successivamente rimosse.
La tavola raffigura un'iconografia molto diffusa nel tempo. La Madonna siede su un trono che poggia su delle nuvole ed è contornata da angeli: questa tiene in braccio il Bambino Gesù e con una leggera pressione delle dita sul seno lascia uscire il latte, simbolo di salvezza per le anime del purgatorio che sono dipinte della parte bassa.